# Stronghold 2
Stronghold 2 é um jogo eletrônico de estratégia em tempo real lançado em Abril de 2005 para computadores onde o jogador desenvolve uma fortaleza na Idade Média. Ele é a sequência de Stronghold, lançado em 2001, também pela Firefly Studios.
O motor de jogo foi reforçado em cima do original usado no Stronghold para fornecer gráficos totalmente tri-dimensionais. Outras mudanças incluem novas campanhas militares e pacíficas e a adição do crime e punição, permitindo aos jogadores que torturem os camponeses rebeldes. Um grande número de novos personagens foram também introduzidos.

## Jogabilidade
No jogo, o jogador joga como um cavaleiro que governa um castelo medieval. Com os recursos disponíveis, o jogador define várias construções e características, incluindo vários tipos diferentes de fonte de comida, industrial, civil ou construções militares e defensivas. Camponeses disponíveis automaticamente se estabilizarão em um trabalho sempre que uma construção precise de um, fazendo com que a microgestão do jogador seja miníma, o que mais ele precisa fazer é configurar um conjunto de edifícios de forma eficiente, proporcionando segurança ao seu povo. Unidades militares são diretamente controladas individualmente ou em grupos, às vezes milhares de unidades com por exemplo em um cerco ou em uma batalha. Uma bem-vinda adição ao original Stronghold foi a inclusão de compra de estados, que um jogador pode "comprar" com sua honra acumulada (ganhada por popularidade, festas, danças, etc.). Os estados são vilas semi-independentes (sem nenhuma fortificação) que produzem seus próprios bens que o proprietário pode enviar através de carrinhos para o seu castelo e de seus aliados. A inclusão de gráficos totalmente 3D-renderizados permitiram que Stronghold 2 inclua o interior de torres assim como campos de batalha para as unidades, e a habilidade observar de perto os habitantes do castelo, o que é muito útil considerando as novidades dos ratos e ladrões. Como no Stronghold original, os jogadores podem escolher entre diversos modos de jogo: Kingmaker, Cerco, Campanha de Guerra, Campanha de Paz, Jogo Livre, Cenários personalizados, e Multi-jogador (hospedado pelo GameSpy). E um extensivo editor de mapas que permite uma habilidade de reprodução inifinita.

## Enredo
A história se passa na Idade Média, Sir William recruta Matthew Steele (o jogador) como seu pajem. Sir William é então capturado por inimigos desconhecidos, mas mais tarde é salvo por Steele. Conseguindo escapar, Sir William e Steele retornam ao seu acampamento. Sir William resolve ensinar então à Steele como manusear a sua cidade e o seu castelo (com a progressão o jogador pode melhorar as fortificações de seu acampamento) ele lhe atribui dois conselheiros não-jogáveis que irão guiá-lo até o fim do jogo:
1. Tom Simpkins é quem guia você economicamente, dando conselhos tais como "construa fazendas para providenciar comida";
2. Constable Briggs é quem guiará você em batalha dando avisos sobre os ataques e auxiliando nas estratégias como cercos e tal.

No momento em que Steele está sendo ensinado a lidar com a cidade, Olaf, o líder Nórdico levou seu exército para onde Steele havia se estabelecido. Durante este tempo, Steele terá de encontrar uma maneira de escapar do exército de Olaf. Após derrotar as tropas de Olaf, Sir William o leva ao castelo da Dama Seren também conhecida como Lamb, onde você tem que manter o cerco e libertar Edwin (também conhecido como Um Traidor Inglês), Edwin faz de você um cavaleiro e lhe dá um pouco de seu território para sua próxima missão. Quando você chega na fronteira você vê que há muitos problemas, sendo que Sir Grey está sobre cerco, alguns monges estão encurralados por lobos, e também há vários bandidos rondando à cidade. Após você libertar os monges, Sir Grey, lida com os bandidos, e assaulta o Bull, você vai voltar para o monastério, somente para achar Olaf entrincheirado em uma floresta. Você leva então Olaf ao condado de Edwin. Aqui você mata Olaf, conquista seis ou mais municípios, e sitia Edwin, que implora misericórdia. Pouco depois que você entrar no castelo de Edwin, você é assaultado por Hawk, Lamb e Hammer. No meio da batalha, Lamb troca de lado. Quando o inimigo é derrotado, você possui uma escolha. Siguir Hawk e Hammer, ou Lamb e William.

## Modo construção livre
Neste modo, o jogador fica sozinho em um mapa incluído junto com o jogo, que o jogador criou ou baixou. A terra é livre de inimigos a não ser por lobos e acampamentos de ladrões.

## Campanha
O jogador pode jogar tanto a campanha O Rei Perdido como a campanha Sim, dependendo de seu estilo de jogo. Para mais detalhes cheque a sessão Enredo.

## Versão Demo
Em 4 de Janeiro de 2007 uma versão demo de jogador único foi lançada, apresentando um tutorial e três missões, equivalente a um capítulo. Os problemas vieram já corrigidos e atualizados na versão demo fazendo com que esta seja imune à maioria dos bugs e lags que estragaram o lançamento do jogo original.